# Stephen Lillie
Stephen Lillie  (* 4. Februar 1966 in Yorkshire) ist ein britischer Diplomat.

## Leben
Stephen Lillie schloss sein Studium der Modernen Sprachen an der Oxford University 1988 mit einem Diplom ab und trat in den auswärtigen Dienst.
Von 1988 bis 1989 wurde er in der Middle East Desk (MED, Abteilung Mittlerer Osten) des Foreign and Commonwealth Office beschäftigt, wo er mit dem Erstellen von Export Licence Applications (ELAs) befasst war.
Die irakische Holding Technology Development Group erwarb den britischen Werkzeughersteller Matrix Churchill, um im Werk der Nassr und Hutteen Mechanische Staatsindustriebetriebe in Taji im Irak unter der Leitung von Dr. Safa al Habobi Werkzeugmaschinen für die Rüstungsindustrie herzustellen.
In einem Gutachten vom 1. Februar 1989 berichtet Lillie von der Möglichkeit des Werkzeugherstellers zum Dual Use zwecks Herstellung von Gaszentrifugen zur Uran-Anreicherung.
Lillie wurde am 6. Oktober 1989 durch Simon Sherrington als Sachbearbeiter für Iran/Irak abgelöst.
Von August 1990 bis 1992 lernte Stephen Lillie Hochchinesisch in Hongkong.
2003 war er Generalkonsul in Guangzhou.
Er leitete die Handelsabteilung beim britischen Hochkommissar (Commonwealth) in Neu-Delhi.
Von 2007 bis 2008 leitete Stephen Lillie die Abteilung Fern Ost im Foreign and Commonwealth Office.
Seit 2009 ist er Botschafter in Manila.